# Abira (Hokkaido)
Abira (jap. 安平町 Abira-chō) – miasto w Japonii, w prefekturze Hokkaido, w podprefekturze Iburi. Według danych na rok 2020 miejscowość zamieszkiwało 7 340 mieszkańców , a gęstość zaludnienia wyniosła 30,9 os./km².